# Závody ve zbrojení
Závody ve zbrojení je pojem označující soupeření dvou nebo více stran o vojenskou převahu. Ta může být dosažena větším počtem zbraní, větším počtem vojáků nebo lepší technologií.
Zatímco ve starověku, středověku i novověku zbrojení měst či říší často tvořilo i více než 50 % výdajů (a to i v době míru), pohybují se nyní výdaje států převážně okolo 2 % HDP.

## Významné příklady

### Před „jaderným věkem“
Období před první světovou válkou, kdy mocnosti soupeřily ve stavbě bitevních lodí (konkrétně dreadnoughtů). Nejvýznamnější z těchto závodů byl mezi Německem a Británii v Evropě mezi lety 1898–1912, který výrazně ochladil vztahy těchto dvou velmocí. Výrazná převaha Britského královského námořnictva, vycházející z tzv. standardu dvou velmocí, začala být ohrožována rozvojem německého Císařského námořnictva na základě plánu Alfreda von Tirpitze. I přes značné investice obou zemí do moderního námořnictva došlo během první světové války jen k jedné velké námořní bitvě, a to sice u Jutska. Další závod v tomto období probíhal v Jižní Americe mezi Argentinou, Chile a Brazílii.

### Zbrojení „jaderného věku“

Nukleární potenciál USA a SSSR v letech 1945-2014

Soupeření Sovětského svazu (SSSR) a USA za studené války. Především šlo o vývoj účinnějších jaderných zbraní včetně způsobu jejich dopravy na cíl. Soupeření nakonec natolik vyčerpalo ekonomiku SSSR, že to urychlilo jeho rozpad.
Za II. světové války začaly závody o to, kdo jadernou teorii převede do praxe a jako první vyrobí jadernou zbraň. Kvůli německému jadernému projektu se vedly boje o těžkou vodu z Norska a byla zřízena zpravodajská skupina Alsos. Závod „vyhrálo“ USA, které svému programu Manhattan udělilo vysokou prioritu a neomezený rozpočet. Atomové bombardování Hirošimy a Nagasaki bylo historicky první a zároveň jediné válečné užití atomové zbraně.
Sovětský svaz první jadernou bombu úspěšně otestoval v roce 1949. Tak začaly závody, kdy SSSR dohánělo náskok USA. Další fáze, pro kterou bylo specifické zvyšování výkonu jaderných zbraní, trvala přibližně do začátku 60. let. Proběhlo v ní několik jaderných testů, z nichž největší byl test Car-bomby o síle 57 megatun v říjnu roku 1961. O několik let později se vývoj přeorientoval na (kontinentální) balistické střely a jaderné hlavice (MIRV).
Závody v jaderném zbrojení vygradovaly v roce 1962 v karibskou krizi, kdy Sovětský svaz ohrozil území USA umístěním jaderných balistických raket na Kubě. K ozbrojenému konfliktu nedošlo, ale ukázalo se, že i bez úmyslu vyvolat konflikt by mohlo dojít k odpálení rakety, která by zahájila jadernou válku se zničujícími dopady pro celý svět. Vědomí tohoto rizika přimělo obě supervelmoci k zahájení kroků ke snížení nebezpečí. Již v následujícím roce proto podepsaly v Moskvě Smlouvu o částečném zákazu jaderných pokusů, která povolovala testovat jaderné zbraně jen pod zemí. Zřízena byla také přímá komunikační linka Moskva – Washington, která měla být především prevencí proti onomu nezamýšlenému vyvolání jaderného konfliktu.
V dalších letech se vedla mezinárodní jednání o omezení jaderného zbrojení. Jejich výsledkem byla mezinárodní Smlouva o nešíření jaderných zbraní podepsaná roku 1968. Rozhovory mezi hlavními jadernými velmocemi USA a SSSR jsou známé pod zkratkou SALT (Strategic Arms Limitation Talks „rozhovory o omezení strategických zbraní“) a vedly k podpisu smlouvy v roce 1972 a po dalších rozhovorech k podpisu smlouvy SALT II v roce 1979. Pozdější snahy o vzájemné odzbrojování se dají připsat americkému prezidentovi Ronaldu Reaganovi z poloviny 80. let 20. století.
Po konci studené války nahradily dohody SALT nové dohody mezi Ruskem a USA, byla to především START I (Strategic Arms Reduction Treaty, „dohoda o omezení strategických zbraní“)  podepsaná v roce 1991 (ještě SSSR) a Nová dohoda START roku 2010 v Praze.